# Botswana op de Olympische Zomerspelen 2020
Botswana nam deel aan de Olympische Zomerspelen 2020 in Tokio, Japan. De selectie bestond uit 13 atleten, actief in 4 verschillende disciplines, voor het grootste gedeelte in de atletiek. Er werd één medaille, een bronzen, gewonnen bij de 4 x 400 meter bij de mannen.

## Medailleoverzicht
| Medaille | Naam                                                   | Sport    | Onderdeel    | Datum      |
| -------- | ------------------------------------------------------ | -------- | ------------ | ---------- |
| Brons    | Isaac Makwala Baboloki Thebe Zibane Ngozi Bayapo Ndori | Atletiek | 4 x 400m (m) | 7 augustus |

## Atleten
Hieronder volgt een overzicht van de atleten die zich hebben verzekerd van deelname aan de Olympische Zomerspelen 2020.
| sport         | mannen | vrouwen | totaal |
| ------------- | ------ | ------- | ------ |
| Atletiek      | 6      | 3       | 9      |
| Boksen        | 1      | 1       | 2      |
| Gewichtheffen | 0      | 1       | 1      |
| Zwemmen       | 1      | 0       | 1      |
| totaal        | 8      | 5       | 13     |

## Sporten

### Atletiek
Mannen
Loopnummers
| atleet                                                 | onderdeel | series  | series | kwartfinale | kwartfinale | halve finale | halve finale | finale         | finale         |
| atleet                                                 | onderdeel | tijd    | rang   | tijd        | rang        | tijd         | rang         | tijd           | rang           |
| ------------------------------------------------------ | --------- | ------- | ------ | ----------- | ----------- | ------------ | ------------ | -------------- | -------------- |
| Isaac Makwala                                          | 400 m     | 44,86   | 1 Q    | n.v.t.      | n.v.t.      | 44,59        | 3 q          | 44,94          | 7              |
| Leungo Scotch                                          | 400 m     | 45,32   | 4 q    | n.v.t.      | n.v.t.      | 45,56        | 5            | niet geplaatst | niet geplaatst |
| Nijel Amos                                             | 800 m     | 1.45,04 | 1 Q    | n.v.t.      | n.v.t.      | 2.38,49      | 8 q          | 1.46,41        | 8              |
| Isaac Makwala Baboloki Thebe Zibane Ngozi Bayapo Ndori | 4×400 m   | 2.58,33 | 2 Q    | n.v.t.      | n.v.t.      | n.v.t.       | n.v.t.       | 2.57,27        | Brons          |

Vrouwen
Loopnummers
| atlete                | onderdeel | series | series | kwartfinale | kwartfinale | halve finale   | halve finale   | finale         | finale         |
| atlete                | onderdeel | tijd   | rang   | tijd        | rang        | tijd           | rang           | tijd           | rang           |
| --------------------- | --------- | ------ | ------ | ----------- | ----------- | -------------- | -------------- | -------------- | -------------- |
| Christine Botlogetswe | 400 m     | 53,99  | 8      | n.v.t.      | n.v.t.      | niet geplaatst | niet geplaatst | niet geplaatst | niet geplaatst |
| Galefele Moroko       | 400 m     | 55,89  | 6      | n.v.t.      | n.v.t.      | niet geplaatst | niet geplaatst | niet geplaatst | niet geplaatst |
| Amantle Montsho       | 400 m     | DNF    | DNF    | n.v.t.      | n.v.t.      | niet geplaatst | niet geplaatst | niet geplaatst | niet geplaatst |

### Boksen
Mannen
| atleet                 | onderdeel    | eerste ronde           | tweede ronde           | kwartfinale            | halve finale           | finale                 | finale         |
| atleet                 | onderdeel    | tegenstander resultaat | tegenstander resultaat | tegenstander resultaat | tegenstander resultaat | tegenstander resultaat | rang           |
| ---------------------- | ------------ | ---------------------- | ---------------------- | ---------------------- | ---------------------- | ---------------------- | -------------- |
| Rajab Otukile Mahommed | vlieggewicht | Martínez V 0-5         | niet geplaatst         | niet geplaatst         | niet geplaatst         | niet geplaatst         | niet geplaatst |

Vrouwen
| atlete            | onderdeel    | eerste ronde           | tweede ronde           | kwartfinale            | halve finale           | finale                 | finale         |
| atlete            | onderdeel    | tegenstander resultaat | tegenstander resultaat | tegenstander resultaat | tegenstander resultaat | tegenstander resultaat | rang           |
| ----------------- | ------------ | ---------------------- | ---------------------- | ---------------------- | ---------------------- | ---------------------- | -------------- |
| Keamogetse Kenosi | vedergewicht | Artingstall V 0-5      | niet geplaatst         | niet geplaatst         | niet geplaatst         | niet geplaatst         | niet geplaatst |

### Gewichtheffen
Vrouwen
| atlete             | onderdeel | trekken | trekken | stoten | stoten         | totaal         | rang           |
| atlete             | onderdeel | score   | rang    | score  | rang           | totaal         | rang           |
| ------------------ | --------- | ------- | ------- | ------ | -------------- | -------------- | -------------- |
| Magdeline Moyengwa | -59 kg    | 70      | 13      | 80     | niet gefinisht | niet gefinisht | niet gefinisht |

### Zwemmen
Mannen
| atleet         | onderdeel        | series  | series | halve finale   | halve finale   | finale         | finale         |
| atleet         | onderdeel        | tijd    | rang   | tijd           | rang           | tijd           | rang           |
| -------------- | ---------------- | ------- | ------ | -------------- | -------------- | -------------- | -------------- |
| James Freemann | 200 m vrije slag | 1.52,87 | 38     | niet geplaatst | niet geplaatst | niet geplaatst | niet geplaatst |
| James Freemann | 400 m vrije slag | 4.03,10 | 35     | niet geplaatst | niet geplaatst | niet geplaatst | niet geplaatst |